# 6155 Yokosugano
6155 Yokosugano (1990 VY2) là một tiểu hành tinh vành đai chính được phát hiện ngày 11 tháng 11 năm 1990 bởi T. Nomura và K. Kawanishi ở Minami-Oda.